# Edward Stanley, 3. Earl of Derby

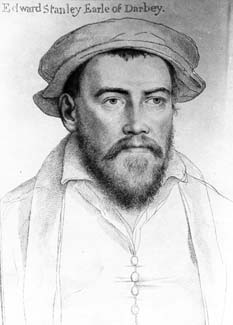
Edward Stanley, 3. Earl of Derby

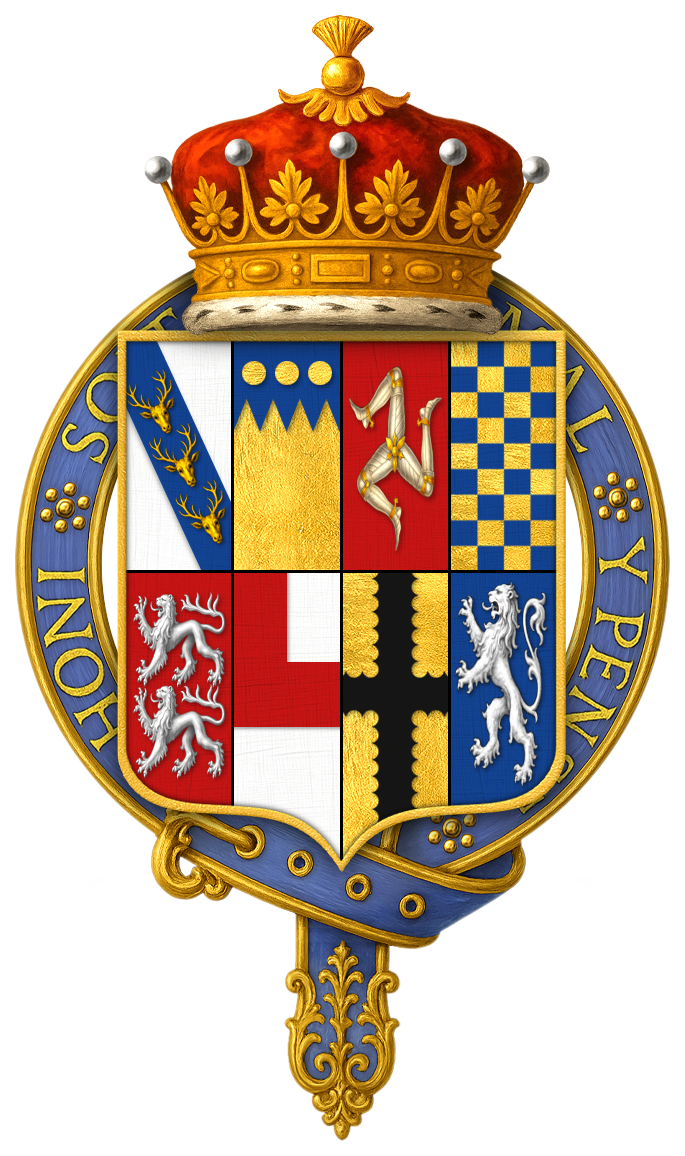
Wappen des Edward Stanley, 3. Earl of Derby

Edward Stanley, 3. Earl of Derby KG PC (* 10. Mai 1509; † 24. Oktober 1572 in Lathom, Lancashire) war ein englischer Adliger.

## Leben
Edward Stanley war noch minderjährig, als er am 23. Mai 1521 die Adelstitel seines Vaters Thomas Stanley, 2. Earl of Derby erbte. König Heinrich VIII. übernahm es, den Earl aufzuziehen, bis er mündig war. Er beauftragte den katholischen Kardinal Thomas Wolsey, sich um das königliche Mündel zu kümmern. Edward Stanley begleitete Kardinal Wolsey unter anderem auf einer Reise nach Frankreich und zählte zu den Adligen, die bei der Erklärung von Papst Clemens VII. zur Scheidung zwischen Heinrich von seiner Frau Katharina von Aragón anwesend waren.
1530 verheiratete Thomas Howard, 2. Duke of Norfolk, seine älteste Tochter Catherine mit Edward. Dies geschah ohne die notwendige Einwilligung seitens Heinrichs VIII. und war eine der Handlungen, mit denen Thomas Howard den Einfluss der Howards ausdehnen wollte. Trotz des scharfen Tadels von Heinrich VIII. gegenüber Thomas Howard durfte die Ehe fortgesetzt werden. Catherine fiel allerdings wenige Wochen nach der Hochzeit der Pest zum Opfer. Zweite Ehefrau wurde Catherine Howards Halbschwester Dorothy Howard. 1533 wurde Edward Stanley zum Knight of the Bath geschlagen und 1547 als Knight Companion in den Hosenbandorden aufgenommen.
Edward Stanley spielt politisch vor allem eine Rolle in der Unterdrückung der Pilgrimage of Grace, einer Unruhe, die durch die Auflösung von Kirchen und Klöstern ausgelöst wurde. Er hatte jeweils zeitweise das Amt des Lord Lieutenant von Lancashire und von Cheshire inne und war 1553 Lord High Steward. Er war einer der Urteilenden im Gerichtsprozess gegen Lady Jane Grey.

## Nachkommen
Die erste Ehe blieb kinderlos. Aus der zweiten Ehe gingen sechs Kinder hervor:
- Jane Stanley († 1569) ⚭ Edward Sutton, 4. Baron Dudley;
- Henry Stanley, 4. Earl of Derby († 1593), folgte ihm bereits 1558 durch Writ of Acceleration als 12. Baron Strange, ⚭ Lady Margaret Clifford;
- Sir Thomas Stanley († 1576) ⚭ Margaret Vernon;
- Anne Stanley ⚭ (1) Charles Stourton, 8. Baron Stourton, ⚭ (2) Sir John Arundell;
- Mary Stanley († 1609) ⚭ Edward Stafford, 3. Baron Stafford;
- Elizabeth Stanley ⚭ Henry Parker, 11. Baron Morley.

Des Weiteren hatte er noch eine Tochter:
- Margaret Stanley († 1586) ⚭ Sir Nicholas Poyntz (um 1535–1585).